# Anna von Hausswolff
Anna Michaela Ebba Electra (Anna) von Hausswolff (Göteborg, 6 september 1986) is een Zweedse componiste, vocaliste, pianiste, organiste en singer-songwriter, en treedt veelvuldig op met haar eigen formatie, zowel in eigen land als daarbuiten. 

## Leven en werk
Von Hauswolff is de jongste dochter van de Zweedse artiest en toonkunstenaar Carl Michael von Hausswolf en psychologe Evalena Wassberg, en zij is de zuster van de Zweedse fotografe Maria von Hausswolff. Ze groeide op in de wijk Haga in Göteborg. Ze werd al vroeg beïnvloed door de muziek van Tsjaikovski die thuis veel gedraaid werd. Von Hauswolff speelde blokfluit en piano en zong in het kerkkoor. Ze volgde na haar opleiding aan het Hvitfeldska-muziekgymnasium in Göteborg een architectuuropleiding aan de Chalmers tekniska högskola (technische universiteit Chalmers) in Göteborg. Haar eerste - nooit gepubliceerde - lied schreef ze voor piano toen ze 15 jaar was. Tijdens het muziekfestival Way out West in Göteborg in 2009 gaf zij haar debuutoptreden, waarin zij in de Annedalskerk haar composities, zoals Pills en Gloomy Sunday ten gehore bracht. Voor de basis van haar composities maakt zij gebruik van een synthesizer. 
Von Hauswolff treedt op met een formatie en sinds 2017 als trio onder de naam BADA . Behalve eigen werk voert zij ook vocaal composities van anderen uit, of in samenwerking met anderen. Buiten optredens in eigen land geeft zij optredens in Engeland, Polen, Tsjechische Republiek, België, IJsland, Denemarken en Nederland.

## Composities
Haar composities worden gekenmerkt door duistere, sfeervolle, klanken met drones van zware orgelklanken, zang, klanken van piano, slagwerk, diverse andere instrumenten en elektronische effecten. De composities vallen binnen het gebied van postrock, gothic soundscapes, progressieve rock, doommetal, modern klassiek en gevorderde kerkmuziek. De muziek lijkt op Pink Floyd, Nico, Diamanda Galás, Kate Bush en ook Dead Can Dance. Vaak vinden haar optredens plaats in kathedralen en concertzalen, die worden voorzien van een lichtshow.

## Stem
Met haar expressieve stem, waarvan het bereik vier octaven omvat, weet ze een geheel eigen geluid voort te brengen, dat vergelijkbaar is met Kate Bush.

## Platenlabel
Von Hausswolff brengt haar platen en cd's sinds 2015 uit op haar eigen label Pomperipossa Records. De hoezen van de platen en booklets van de cd's zijn voorzien van afdrukken van door haar zelf ontworpen gravures.

## Studiebeurs
In november 2017 ontving zij van de Stena Stiftelsen een studiebeurs.

## Optredens in Nederland
- Nijmegen (2013, 2015, 2016, 2021),
- Groningen (2013, 2015),
- Eindhoven (2016),
- Amsterdam (2016, 2018),
- Den Haag (2015, 2017, 2018),
- Tilburg (2019),
- Utrecht (2016, 2018).

## Discografie

### Singles (Cd-r, single)
- Track Of Time, 2010
- Mountains Crave, 2013
- An Oath, 2015
- Stranger, 2016
- The Mysterious Vanishing of Electra, 2018

### Ep's
- Track Of Time, 2010
- Källan (Betatype), 2016

### Lp's
- Ceremony, debuutalbum 2LP,  2012, 2013
- Singing From The Grave, album, 2012
- Källan (Prototype), album, 2014
- The Miraculous, album, 2015
- Dead Magic, album, 2018
- All thoughts Fly, album, 2020

### Cd's
- Singing From The Grave, debuutalbum, 2010
- Ceremony,  2012, 2013
- The Miraculous, 2015
- Dead Magic, album, 2018
- All Thoughts Fly, 2020